# Природа проти виховання
Природа проти виховання (Соціогенетизм або біогенетизм) — дискусія про роль виховання і природних чинників у формуванні характеру та здібностей людини. Дискусії між прихильниками двох протилежних підходів були особливо гострими в XX ст. до кінця 1970-х рр.., після чого вони поступово пішли на спад у зв'язку з серйозним прогресом психогенетики й відпаданням у зв'язку з цим багатьох дискусійних припущень.
Прихильники соціогенетизму були переконані в тому, що більшість здібностей і особистісних характеристик людини не є вродженими, а формуються під впливом оточення. У протилежність соціогенетизму, прихильники «біогенетизму» були впевнені у вродженому характері більшості здібностей і рис характеру.
У зарубіжній психології, насамперед у США, замість даних термінів використовуються інші: «емпіризм або нурчуризм» (як синоніми соціогенетизму) та «нативізм» (як синонім біогенетизму).
Дослідження 2018 року розглядає кореляцію поширення алельних варіантів генів у Естонії з соціальними процесами в цій країні.